# Berichte von heute
Berichte von heute war bis zum 30. Dezember 2020 eine wochentägliche Informationssendung des ARD-Hörfunks. Die Sendung beinhaltete im Wesentlichen über den Tag produzierte ARD-Korrespondentenberichte über aktuelle Themen, begleitet von der Live-Moderation eines Redakteurs. Sie wurde im wöchentlichen Wechsel vom Westdeutschen Rundfunk (WDR) und vom Norddeutschen Rundfunk (NDR) produziert und von 23:30 Uhr bis 00:00 Uhr von den Sendern WDR 2, WDR 5, NDR Info sowie den NDR-1-Landesprogrammen ausgestrahlt. Bis zum 3. Januar 2014 wurde die Sendung auch vom Nordwestradio übernommen.
Erstmals gesendet wurden die Berichte von heute im Jahr 1964 auf NDR 2; Anfang 1979 kam WDR 2 hinzu. Eine entsprechende Kooperation zwischen NDR und WDR gab es auch bei den Zeitfunk-Sendungen Echo des Tages (1956–2020) und Mittagsecho (1995–2020).
Seit Anbeginn war Wade in the Water, gespielt vom Ramsey Lewis Trio, die Titelmelodie der Sendung. Auffallend war die althergebracht wirkende Einleitung. Sie erfolgte stets mit den Worten: „Es ist 23 Uhr 30. Hier sind der Norddeutsche und der Westdeutsche Rundfunk.“, wobei die produzierende Anstalt jeweils zuerst genannt wurde. Erst nach dieser Ansage kam die Titelmelodie. Der Norddeutsche Rundfunk verwendete die historische Aufzeichnung der Sprecheransage, erkennbar am stark abgesenkten Pegel der Erkennungsmelodie während der Ansage, wohingegen der WDR eine neu eingesprochene Version abspielte, die im heutigen Stil abgemischt war.
Zum 30. Dezember 2020 wurde die Sendung eingestellt. Der Deutschlandfunk bietet mit dem Informationsmagazin „Das war der Tag“ eine vergleichbare Alternative, die montags bis freitags um 23.10 Uhr und sonntags um 23.05 Uhr läuft. Aktuelle Informationen bietet auch die ARD-Infonacht ab 22.00 Uhr. 